# El séptimo secreto
El séptimo secreto («The Seventh Secret») es una novela escrita por Irving Wallace en 1985, que relata una historia alternativa, en la que Adolf Hitler sobrevive a la Segunda Guerra Mundial.

## Argumento
El historiador británico Harrison Ashcroft se entera por un informante de que existen «pruebas» de que Hitler no se suicidó, como cuenta la versión popular, y sobrevivió al final de la II Guerra Mundial. Cuando viaja a Berlín occidental para investigar, muere atropellado por un camión y su muerte se intenta hacer pasar por un accidente. Así la describe el jefe de policía de Berlín occidental, Wolfgang Schmidt.
La muerte de Ashcroft hace que su hija Emily, que trabajaba con él en una biografía de Hitler, vaya a Berlín a investigar. También llegan a la ciudad el arquitecto californiano Rex Foster, el agente Tovah Levine del Mosad y el Sr. Kirvov, coleccionista de cuadros pintados por Hitler.
Emily visita al dentista de Hitler, que la pone tras la pista de un collar y le muestra los registros dentales del Führer, que no coinciden con los hallados en su supuesto cadáver. Esto hace que Emily decida indagar en el búnker donde Hitler pasó presuntamente sus últimos días con su esposa, Eva Braun...
Mientras investiga, Emily conoce a Levine y Foster, con el que se siente inmediatamente conectada, y a quien revela la información que debía guardar como secreto. Foster la salva de morir a manos de un desconocido, lo que les empuja a iniciar un romance.
Emily, Kirkov, Foster y Levine aúnan fuerzas para averiguar la increíble verdad. Kirkov encuentra un cuadro posterior a 1952 que parece ser una obra auténtica de Hitler, lo que demostraría que aún está vivo. Levine descubre que tanto Hitler como Eva Braun tenían dobles que los sustituían en funciones oficiales. Esos dobles podrían ser los que murieron en el búnker.
Foster averigua que Hitler tenía siete búnkeres, aunque solo seis eran conocidos. En el búnker donde la pareja murió hallan un pasaje secreto que sale de su habitación privada. Foster se aventura por el pasaje y descubre que lleva a otro búnker desconocido, donde encuentra a Emily, que había desaparecido en el Café Wolf, que se encuentra justo sobre el búnker. También encuentran a Eva Braun, que sigue viva. Después de liberar a Emily, administra un suero de la verdad a Eva, que ahora se hace llamar Evelyn Hoffman, y consigue que le cuente la verdad. Según Eva, los dobles murieron mientras Hitler y ella se ocultaban de los rusos en el búnker secreto. Cuenta que Hitler murió el mismo día que JFK, y desde entonces ella dirige a los nazis. Cuando acabó la guerra, en el búnker secreto había más de 50 nazis que se alzarán de nuevo cuando sean fuertes y los soviéticos y los americanos se hayan destruido entre ellos. También revela otro secreto: que Hitler y ella tuvieron una hija. Hitler no quería que la niña viviera encerrada en el búnker y pagó a su doncella para que la criara. Su nombre es Klara Feigbig, está casada y embarazada, pero no conoce su origen. Eva confiesa que el jefe de policía, Wolfgang Scmidt, era en realidad miembro de las SS y se prepara para liderar la nueva Alemania nazi. 
Tovah confiesa que pertenece al Mossad y sugiere secuestrar a Eva y eliminar a los nazis envenenándoles con Zyklon-B. Schmidt y los nazis mueren, pero Eva escapa e intenta convencer a su hija para que huya con ella, lo que conduce a un trágico final.